# Meta Sudans
La Meta Sudans (la « borne qui suinte », en latin) est une fontaine monumentale de la Rome antique, jadis située au pied du Colisée, devant l'arc de Constantin. Son nom de « Meta » (borne) lui vient de sa forme conique rappelant les bornes que les chars devaient contourner en bout de piste des cirques ; « Sudans » signifie « suintant » ou « transpirant », suggérant que l'eau coulait et non jaillissait depuis le sommet avant d'être recueillie dans un bassin circulaire.
Elle était située au point de rencontre des limites des régions II, III, IV, X et peut-être I de Rome et remplaçait une fontaine plus ancienne, datant d'Auguste et détruite durant le grand incendie de Rome en 64.

## Historique
Sénèque (-4, 65 ap. J.-C.) évoque dans une lettre à Lucillius le bruit des flutes et trompettes que l'on essaie près de la Meta Sudans
Plusieurs monnaies de Titus attestent de son existence en 80-81,.
Selon la légende=, les gladiateurs du Colisée allaient se laver à cette fontaine après leurs combats.
On peut donc comprendre la Meta Sudans comme la fontaine du Colisée, implantée à proximité immédiate du grand édifice public, au point le plus bas de toute la zone, à l'intersection de deux routes importantes de Rome. La fontaine remplace un segment de la Domus aurea, rasée après la damnatio memoriæ de Néron. L'arc de Constantin, quant à lui, n'apparaît dans le paysage, à quelques mètres de la fontaine, que deux siècles et demi plus tard, Constantin voulant associer son règne à celui de la dynastie flavienne.
Elle cesse définitivement de fonctionner à partir du siège de Rome en 537 lorsque les Ostrogoths murent les aqueducs afin de briser l'approvisionnement en eau de Rome.
Les gravures, depuis la Renaissance, et les photographies anciennes la montrent réduite à son noyau central en brique, dépouillée de tout ornement.
Les vestiges du noyau de brique subsistant au XXe siècle furent détruits en 1933-1936 pour faciliter les défilés fascistes, en même temps que les vestiges de la base de la statue colossale de Néron. Un pavage circulaire au sol marqua alors l'emplacement de la fontaine.
En 1989, ont été découvert cinq fragments de conduites en plomb estampilés, éléments d'une canalisation dirigée vers la Meta Sudans. Les fondations restantes de la Meta Sudans ont été fouillées et mises en valeur autant qu'il était possible, dans un espace paysager.

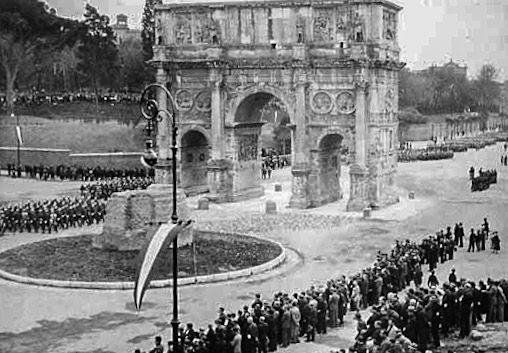
État du monument en 1933, lors de l'inauguration de la Via dei Trionfi.
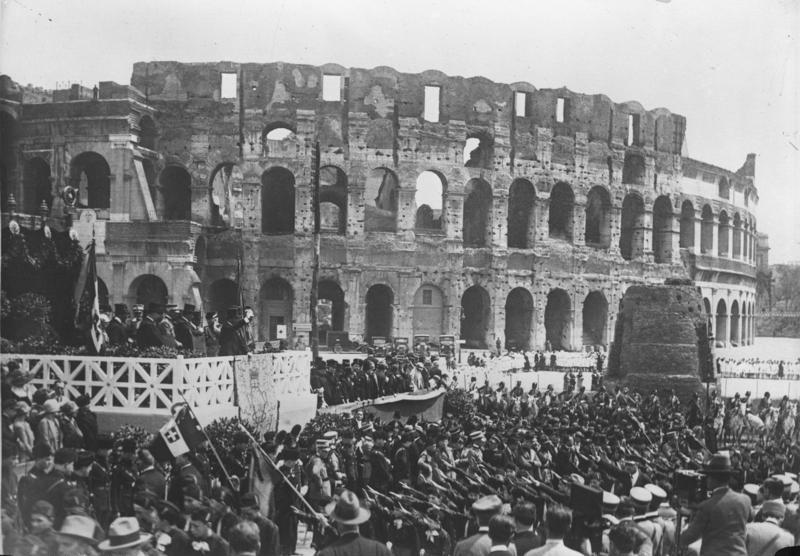
Discours de Mussolini à la jeunesse, devant la Meta Sudans, septembre 1931. Le monument fut rasé peu après.

## Description
La Meta Sudans était une fontaine en forme de cône, de 9 m de haut et 5 m de diamètre. Reconstruite à plusieurs reprises, elle atteignait à l’époque des Flaviens 17 m de haut et 7 m de diamètre. L'eau coulait depuis le sommet, le long de la colonne, puis était recueillie dans un bassin circulaire de 16 m de diamètre orné de statues de bronze. Le cône était revêtu de marbre et l'ensemble étincelait.

### La fontaine conique
La fontaine conique est située dans la grande rue des nouveaux quartiers, prolongement du cardo maximus, à proximité immédiate des thermes. C'est un remarquable monolithe conique qui occupe le centre d'un bassin circulaire ; l'eau était amenée au sommet par une conduite logée dans une saignée verticale que l'on peut distinguer en faisant le tour de la structure. Cette fontaine est du même type que la Meta Sudans qui se dressait à proximité du Colisée de Rome.

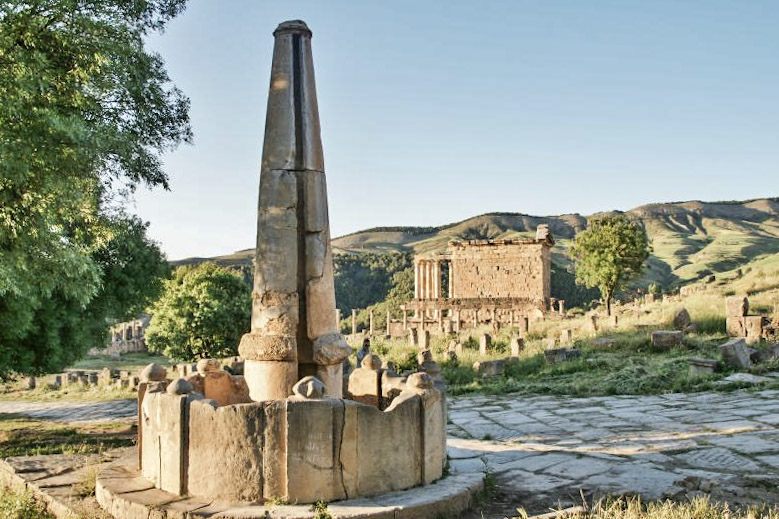
Fontaine conique, à Djemila.

On connaît des fontaines monumentales du même type, mais de taille beaucoup plus modeste, comme celle de Djemila (Cuicul, Algérie), bien conservée : fontaine publique en pierre à bassin de réception circulaire et colonne centrale conique, avec échancrure verticale propre à accueillir une colonne d'eau montante en plomb.

## Iconographie, numismatique
Il existe de nombreuses vues anciennes de la Meta Sudans : son noyau de brique a été, depuis la Renaissance, un sujet habituel des peintres et graveurs, non que les vestiges subsistants fussent vraiment beaux, mais le cône de brique à la silhouette incertaine ponctuait l'espace vide entre l'arc de Constantin et le Colisée.
Les photographes anciens l'immortalisèrent sous tous les angles.

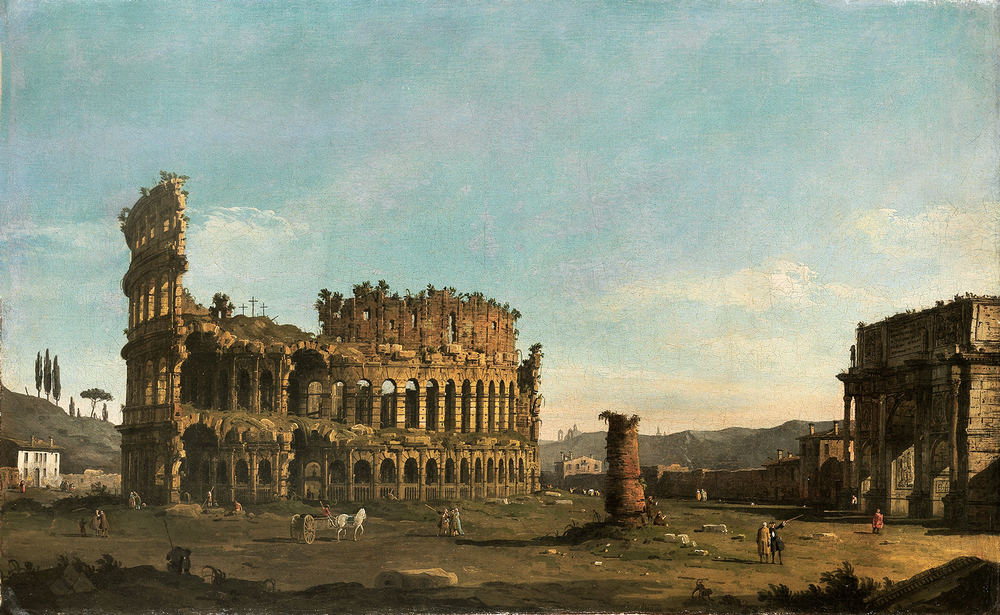
Le Colisée, la Meta Sudans et l'arc de Constantin, vus par Bernardo Bellotto, vers 1742.
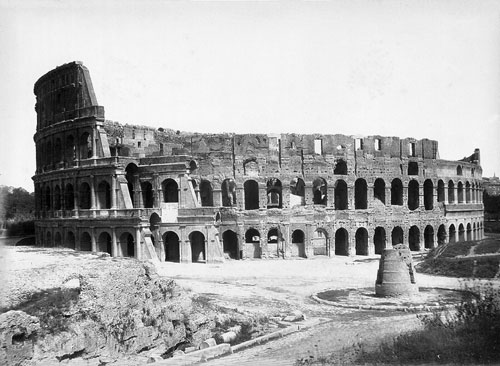
La Meta Sudans devant le Colisée, en 1858.
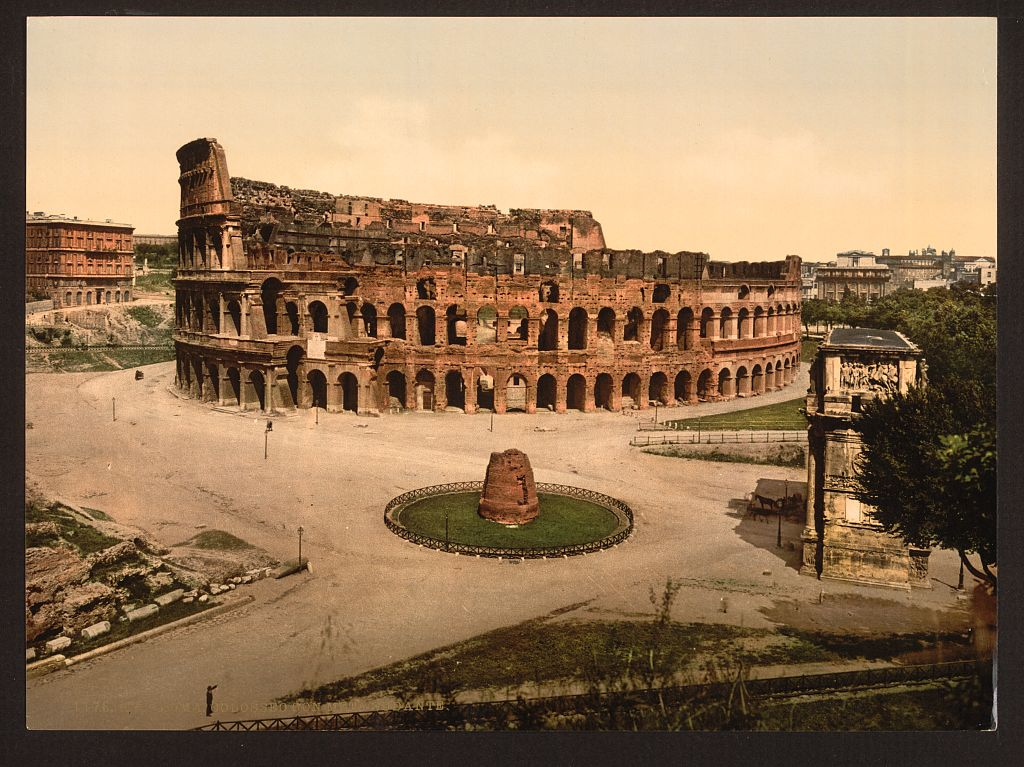
La Meta Sudans devant le Colisée, vers 1900.
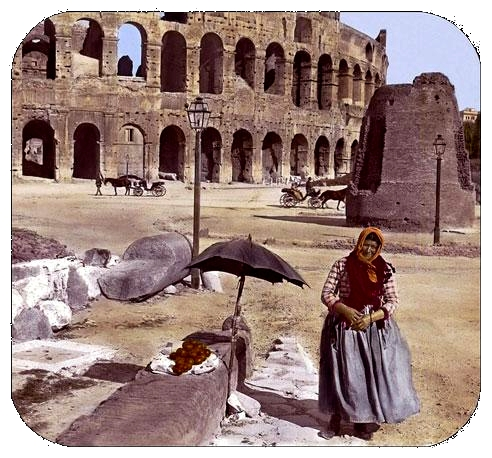
La Meta Sudans en 1900.

Ce qu'on connaît moins bien, c'est son aspect du temps de sa splendeur : les monnaies de Titus où elle est représentée ne sont pas des plus explicites. Des esquisses, des maquettes, des reconstitutions informatiques, assez divergentes, ont été proposées à maintes reprises.

## Littérature
Dans son roman de 1858, Fabiola, ou l'Église des catacombes, le cardinal Nicholas Wiseman évoque en note la splendeur de la Meta Sudans : 
« Meta sudans : "La borne qui sue". C'était un obélisque de briques qui existe encore, revêtu de marbre. De son sommet jaillissait une eau limpide qui l'environnait comme d'un voile de cristal, puis allait se déverser, dans un bassin situé à la base de la colonne. »
ou, dans une autre version :
« Meta sudans : "La borne qui sue". C'était un obélisque de briques revêtu de marbre qui existe encore ; du sommet, l'eau s'écoulait, en ruisselant alentour, dans le bassin inférieur, et semblait l'envelopper d'une couche de glace. »

## B.D.
La Meta Sudans a été retenue par Gilles Chaillet et Jacques Martin pour figurer, restituée en très gros plan, sur la couverture de leur album Les Voyages d'Alix : Rome, tome 1 : La Cité impériale  (ISBN 2203329106)